# Горка (Кипеловский сельсовет)
Горка — деревня в Вологодском районе Вологодской области близ впадения реки Лухоть в реку Масляная.
Входит в состав Старосельского сельского поселения (с 1 января 2006 года по 8 апреля 2009 года входила в Кипеловское сельское поселение), с точки зрения административно-территориального деления — в Кипеловский сельсовет.
Расстояние до районного центра Вологды по автодороге — 61 км, до центра муниципального образования Стризнево по прямой — 12 км. Ближайшие населённые пункты — Яковлево, Исаково, Дулово.
По переписи 2002 года население — 160 человек (77 мужчин, 83 женщины). Преобладающая национальность — русские (96 %).